# Grzbiet Norfolski

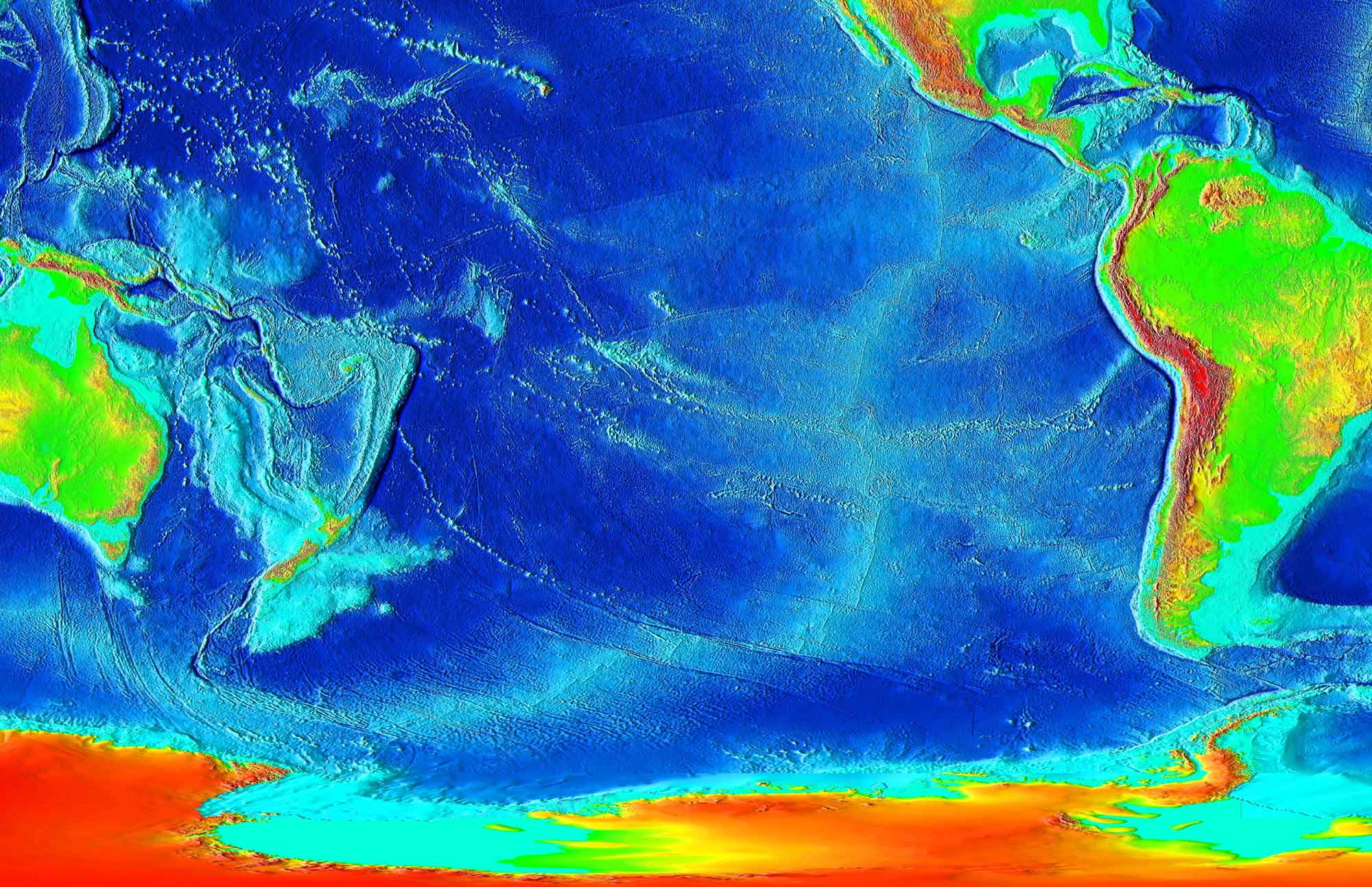
Mikrokontynent Zelandia, Grzbiet Południowopacyficzny i Grzbiet Wschodniopacyficzny

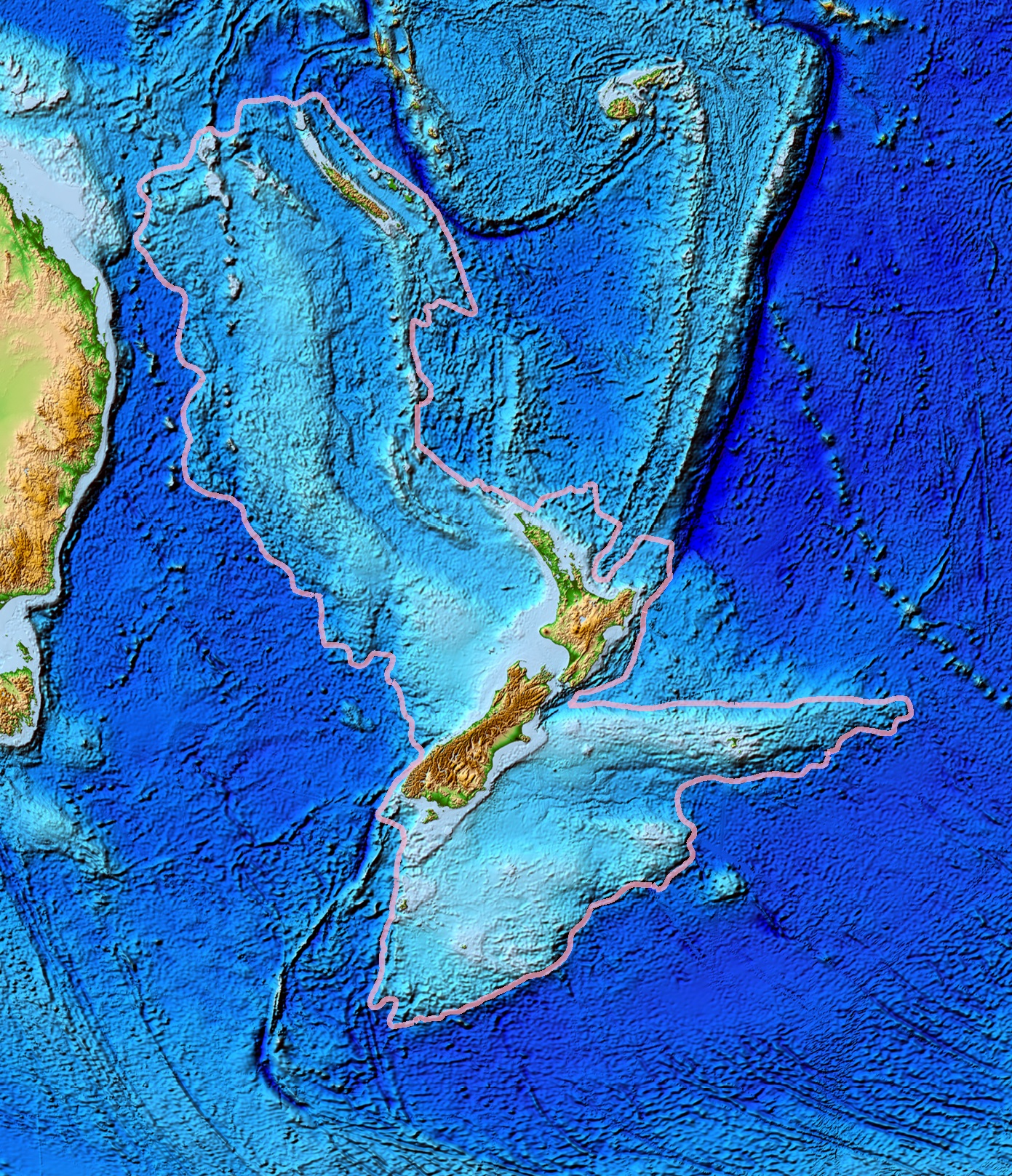
Mikrokontynent Zelandia.

Mapa południowej części Zelandii.

Grzbiet Norfolski - jest długim, podmorskim grzbietem górskim położonym na południowo-zachodnim Pacyfiku, pomiędzy Nową Kaledonią i Nową Zelandią, około 1.300 km od wschodnich wybrzeży Australii. Zbudowany jest z górnokredowej skorupy kontynentalnej. Jest częścią mikrokontynentu Zelandia, który został pochłonięty przez morze około 23 mln lat temu. Obecnie leży około 2.000 m p.p.m.
Ze względu na swoją budowę geologiczną Grzbiet Norfolski nie należy do systemu grzbietów śródoceanicznych.